# Revens
Revens är en kommun i departementet Gard i regionen Occitanien i södra Frankrike. Kommunen ligger i kantonen Trèves som tillhör arrondissementet Le Vigan. År 2022 hade Revens 31 invånare.

## Befolkningsutveckling
Antalet invånare i kommunen Revens
Referens:INSEE